# خورخي باسادري
خورخي باسادر (بالإسبانية: Jorge Basadre) (12 فبراير 1903 - 29 يونيو 1980) كان  مؤرخًا  بيروفيًا معروفًا بمطبوعاته الواسعة عن التاريخ المستقل لبلده. وعمل كوزير للتعليم، ومديرًا للمكتبة الوطنية في بيرو.

## السيرة الذاتية
ولد خورخي باسادري لكارلوس باسادري وأولغا غروهمان في تاكنا، التي كانت آنذاك تحت الاحتلال الشيلي.
في عام 1919، التحق خورخي بالجامعة الوطنية في سان ماركوس حيث تخرج منها كدكتور في العلوم الإنسانية، وكان ذلك في عام 1928 وكدكتور في القانون عام 1935. أثناء الدراسة، عمل أيضًا في المكتبة الوطنية البيروفية من عام 1919 حتى عام 1930. وتولى دراسات عليا في الولايات المتحدة وألمانيا وإسبانيا في الفترة ما بين 1931 و1935.

## الوفاة
توفي جورج باسادري في 29 يونيو عام 1980 ، في مدينة ليما عن عمر يناهز 77 عاما. تم تسمية جامعة بيروفية باسمه، جامعة جورج باسادري غروهمان الوطنية في تاكنا.